# Daphne papyracea
Daphne papyracea är en tibastväxtart som beskrevs av Nathaniel Wallich och Ernst Gottlieb von Steudel. Daphne papyracea ingår i släktet tibaster, och familjen tibastväxter.

## Underarter
Arten delas in i följande underarter:
- D. p. crassiuscula
- D. p. duclouxii
- D. p. grandiflora